# Harald Czudaj
Harald Czudaj (Wermsdorf, 14 febbraio 1963) è un ex bobbista tedesco, campione olimpico nel bob a quattro a Lillehammer 1994. Sino al 1990 gareggiava per la Repubblica Democratica Tedesca.

## Biografia
Ha iniziato a gareggiare nella seconda metà degli anni 80 per la nazionale tedesca orientale. Si distinse nelle categorie giovanili vincendo la medaglia d'argento ai campionati mondiali juniores di Sarajevo 1987 nel ruolo frenatore ma dal 1988 passò a quello di pilota specializzandosi nel bob a quattro, disciplina nella quale ottenne la quasi totalità dei suoi successi.
Prese parte a tre edizioni delle Olimpiadi, conquistando la medaglia d'oro nel bob a quattro a Lillehammer 1994 con i connazionali Karsten Brannasch, Olaf Hampel e Alexander Szelig, sopravanzando la nazionale svizzera e l'altra tedesca. Fu invece sesto ad Albertville 1992 e ottavo a Nagano 1998, sempre nella specialità a quattro.
Vinse inoltre quattro medaglie ai campionati mondiali, di cui due d'argento ottenute in entrambe le specialità a Sankt Moritz 1990 e altre due di bronzo. Agli europei vanta invece due titoli conquistati nel bob a quattro a Schönau am Königssee 1992 e a Igls 1998, oltre a un argento e tre bronzi.

Ha altresì vinto la Coppa del Mondo di bob a quattro nella stagione 1997/98 e otto titoli nazionali, di cui uno tedesco orientale e sette tedeschi.
Si ritirò dall'attività agonistica nel marzo del 2001.

### Informatore della Stasi
Alla vigilia delle Olimpiadi di Albertville 1992 Czudaj ammise di essere stato un informatore per conto della Stasi (con lo pseudonimo di "Ralf Richter") dal 1988 al 1990, essendo stato infiltrato nella squadra di bob di Altenberg (distaccamento della SV Dynamo, l'organizzazione sportiva del Dipartimento della Sicurezza della DDR) e avendo poi fornito ai servizi segreti tedeschi orientali una decina di rapporti sui suoi compagni di squadra. Egli si scusò pubblicamente per queste vicende e venne ammesso dal Comitato Olimpico Tedesco a partecipare ai giochi del 1992.

## Palmarès

### Olimpiadi
- 1 medaglia:
  - 1 oro (bob a quattro a Lillehammer 1994).

### Mondiali
- 4 medaglie:
  - 2 argenti (bob a due, bob a quattro a Sankt Moritz 1990);
  - 2 bronzi (bob a quattro ad Altenberg 1991; bob a quattro a Winterberg 1995).

### Europei
- 6 medaglie:
  - 2 ori (bob a quattro a Schönau am Königssee 1992; bob a quattro a Igls 1998);
  - 1 argento (bob a quattro a Winterberg 1989);
  - 3 bronzi (bob a quattro ad Altenberg 1995; bob a quattro a Schönau am Königssee 1997; bob a quattro a Winterberg 1999).

### Mondiali juniores
- 1 medaglia:
  - 1 argento (bob a quattro a Sarajevo 1987).

### Coppa del Mondo
- Vincitore della classifica generale nel bob a quattro nel 1997/98.
- 12 podi[5] (tutti nel bob a quattro):
  - 4 vittorie;
  - 4 secondi posti;
  - 4 terzi posti.

#### Coppa del Mondo - vittorie[5]
| Data             | Luogo       | Paese    | Disciplina                                                    |
| ---------------- | ----------- | -------- | ------------------------------------------------------------- |
| 25 novembre 1996 | Altenberg   | Germania | a quattro                                                     |
| 14 dicembre 1997 | La Plagne   | Francia  | a quattro con Torsten Voss, Steffen Görmer e Alexander Szelig |
| 18 gennaio 1998  | Igls        | Austria  | a quattro con Torsten Voss, Steffen Görmer e Alexander Szelig |
| 27 novembre 1999 | Lillehammer | Norvegia | a quattro con Torsten Voss, Udo Lehmann e Alexander Szelig    |

### Campionati tedeschi orientali
- 1 medaglia[1]:
  - 1 oro (bob a quattro ad Altenberg 1989).

### Campionati tedeschi
- 7 medaglie[1]:
  - 7 ori (bob a due, bob a quattro nel 1991; bob a quattro nel 1992; bob a quattro nel 1995; bob a quattro nel 1997; bob a quattro nel 1998; bob a quattro nel 1999).